# Pyridabène
Le pyridabène est un composé organique du groupe des pyridazinones. Il est utilisé comme insecticide et acaricide.

## Synthèse et propriétés
Le pyridabène peut être obtenu par réaction de l'acide mucochlorique (de) ou acide 2,3-dichloro-3-formyl-acrylique avec du p-tert-butylbenzylmercaptan, puis par réaction avec de la tert-butylhydrazine, :
Le pyridabène est un solide incolore qui est pratiquement insoluble dans l'eau. Il est stable dans l'eau aux pH compris entre 4 et 9 et dans les solvants organiques mais relativement instable à la lumière.

## Utilisation
Le pyridabène est utilisé comme insecticide et acaricide et a été mis au point par la Nissan Chemical Industries (en),.

## Réglementation
Dans l'Union européenne, l'utilisation du pyridabène en tant qu'insecticide et acaricide a été autorisée à compter du 1er mai 2011. En Allemagne, en Autriche et en Suisse, aucun produit phytopharmaceutique contenant cette substance active n'est autorisé.
Le niveau maximal de résidu de pyridabène autorisé dans les tomates et aubergines a été modifié par l'EFSA en 2019, passant de 0,05  à   0,15 mg/kg.